# Humanity: Hour I
Humanity: Hour I är ett album av Scorpions, utgivet i maj 2007 av Sony BMG. Det producerades av James Michael och Desmond Child.

## Låtlista
1. "Hour 1" (Desmond Child/John 5/James Michael/Rudolf Schenker) - 3:26
2. "The Game of Life" (Mikael Nord Andersson/Desmond Child/Martin Hansen/Klaus Meine) - 4:04
3. "We Were Born to Fly" (Eric Bazilian/Marti Frederiksen/Matthias Jabs) - 3:59
4. "The Future Never Dies" (Eric Bazilian/Desmond Child/Russ Irwin/Klaus Meine/Jason Paige) - 4:03
5. "You're Lovin' Me to Death" (Eric Bazilian/Andreas Carlsson)/Desmond Child/Rudolf Schenker) - 3:15
6. "321" (Desmond Child/Marti Frederiksen/Jason Paige/Rudolf Schenker) - 3:53
7. "Love Will Keep Us Alive Again" (Eric Bazilian/Desmond Child/Marti Frederiksen/Klaus Meine) - 4:32
8. "We Will Rise Again" (Desmond Child/Matthias Jabs/James Michael/Jason Paige) - 3:49
9. "Your Last Song" (Eric Bazilian/Desmond Child/Rudolf Schenker) - 3:44
10. "Love Is War" (Desmond Child/Marti Frederiksen/Matthias Jabs/James Michael) - 4:20
11. "The Cross" (Desmond Child/Marti Frederiksen/Matthias Jabs/James Michael) - 4:29
12. "Humanity" (Eric Bazilian/Desmond Child/Marti Frederiksen/Klaus Meine) - 5:26